# Sam Houston

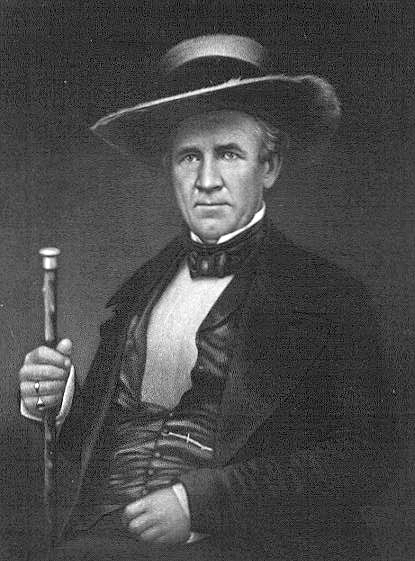
Sam Houston

Samuel (Sam) Houston (Rockbridge County (Virginia), 2 maart 1793 – Huntsville (Texas), 26 juli 1863) was een Amerikaans staatsman en militair.
Houston was een sleutelfiguur in de geschiedenis van Texas.
Hij won de Slag bij San Jacinto van de Texaanse onafhankelijkheidsoorlog.
Toen Texas onafhankelijk was, was hij president (1836-1838 en 1841-1844) van de Republiek Texas. Nadat Texas zich bij de Unie had aangesloten (1845), was hij federaal senator namens Texas (1846-1859). Uiteindelijk is hij gouverneur van Texas geworden (1859-1861). Hiervoor was hij reeds gouverneur van de staat Tennessee geweest (1827-1829). Zijn gouverneurschap van Texas eindigde toen hij zich verzette tegen de afscheiding van de Unie en Texas zich aansloot bij Confederatie. Houston is de enige persoon uit de Amerikaanse geschiedenis die gouverneur van twee staten is geweest.
De stad Houston is naar hem vernoemd.
- Bibsys: 90873486
- Biblioteca Nacional de España: XX973266
- CiNii: DA0414521X
- Gemeinsame Normdatei: 119022044
- International Standard Name Identifier: 0000 0000 8110 1081
- Library of Congress Control Number: n82151189
- National Archives and Records Administration: 18541631
- Nationale Bibliotheek van Israël: 987007262892205171
- Nederlandse Thesaurus van Auteursnamen: 069745404
- SNAC: w6jn30w4
- Système universitaire de documentation: 07616568X
- Biographical Directory of the United States Congress: H000827
- Virtual International Authority File: 30337897
- WorldCat: E39PBJxxj8R7XFcdvwRvwBgxjC